# Wong Ka Chun
Wong Ka Chun (* 20. März 1985 in Hongkong) ist ein ehemaliger chinesischer Sprinter, der international für Hongkong an den Start ging.

## Sportliche Laufbahn
Erste Erfahrungen bei internationalen Wettbewerben sammelte Wong Ka Chun vermutlich im Jahr 2004, als er bei den Juniorenasienmeisterschaften in Ipoh mit 10,95 s im Halbfinale im 100-Meter-Lauf ausschied. Anschließend kam er bei den Juniorenweltmeisterschaften in Grosseto mit 11,39 s nicht über den Vorlauf hinaus. Im Jahr darauf schied er bei den Asienmeisterschaften in Incheon mit 10,97 s in der Vorrunde aus und 2007 belegte er bei den Asienmeisterschaften in Amman in 40,59 s den fünften Platz mit der Hongkonger 4-mal-100-Meter-Staffel. Anschließend schied er bei der Sommer-Universiade in Bangkok mit 11,14 s in der Vorrunde über 100 Meter aus und verpasste mit der Staffel mit 41,38 s den Finaleinzug. 2009 gelangte er bei den Asienmeisterschaften in Guangzhou mit 40,22 s auf den siebten Platz mit der Staffel und 2011 beendete er seine aktive sportliche Karriere im Alter von 26 Jahren.

## Persönliche Bestleistungen
- 100 Meter: 10,49 s (+0,6 m/s), 3. Mai 2009 in Hongkong
  - 60 Meter (Halle): 6,98 s, 10. Februar 2007 in Macau